# Věra Ježková
Věra Ježková (* 10. července 1954) je česká politička, báňská inženýrka a cyklistka, v letech 1994 až 2002 zastupitelka obce Březno na Chomutovsku.

## Život
Vystudovala SPŠ dopravní v Praze a později Fakultu životního prostředí Univerzity Jana Evangelisty Purkyně v Ústí nad Labem a v letech 1998 až 2001 Hornicko-geologickou fakultu Vysoké školy báňské – Technické univerzity Ostrava (získala titul Ing.).
V letech 1974 až 1980 pracovala jako výpravčí vlaků Českých drah a v letech 1981 až 1998 v Severočeských dolech jako předák směny přednádraží Březno – Důl Nástup Tušimice na Chomutovsku. Od roku 1999 je zaměstnankyní krajského pracoviště Státního fondu životního prostředí ČR v Karlových Varech, kde působí na pozici kontrolorky čerpání dotací z Evropské unie.
Od roku 2005 upozorňovala na nelegální těžbu uhlí v části dobývacího prostoru Dolu Nástup Tušimice, tyto zkušenosti svým šetřením potvrdilo v roce 2007 i Ministerstvo životního prostředí ČR. Z pozice akcionářky ČEZu na hrozbu zmaření investic polostátního podniku, resp. na záměr obnovy bloků v elektrárně Prunéřov v hodnotě 25 miliard Kč. Nadační fond proti korupci jí za tyto aktivity udělil Cenu za odvahu 2012 a peněžitý dar v hodnotě 200 000 Kč.
Mezi její zájmy patří rychlostní cyklistika, je členkou TJ Slavia Karlovy Vary. Je několikanásobnou mistryní republiky, která v reprezentačním dresu získala stříbrnou medaili v roce 2013 na Olympijských hrách Masters v Itálii.

## Politické působení
V komunálních volbách v roce 1994 byla z pozice lídryně kandidátky ČSSD zvolena jakožto členka strany do Zastupitelstva obce Březno na Chomutovsku. Ve volbách v roce 1998 mandát zastupitelky opět jako lídryně kandidátky ČSSD obhájila. Ve volbách v roce 2002 již nekandidovala.
V krajských volbách v roce 2016 kandidovala jako nestranička za SZ do Zastupitelstva Karlovarského kraje, ale neuspěla. Ve volbách do Poslanecké sněmovny PČR v roce 2013 kandidovala jako nestranička za SZ v Ústeckém kraji, ale neuspěla.
Ve volbách do Senátu PČR v roce 2012 kandidovala jako nestranička za VV v obvodu č. 2 – Sokolov. Získala 4,85 % hlasů a skončila na předposledním 7. místě. Ve volbách do Senátu PČR v roce 2016 kandidovala za SZ v obvodu č. 1 – Karlovy Vary. Se ziskem 3,10 % hlasů skončila na posledním 8. místě a do druhého kola nepostoupila.